# Król Rybak
Król Rybak, również Ranny Król – w legendzie arturiańskiej ostatni członek rodu mającego czuwać nad Świętym Graalem. W starofrancuskich tekstach z późnego średniowiecza określany był jako Bogaty Król Rybak (Riche Roi Pescheur), ze względu na bezcenny skarb, nad którym sprawował pieczę (postrzegany raczej jako duchowy niż materialny skarb).
Opowieści na jego temat bardzo się od siebie różnią, jednakże za każdym razem jest to postać ranna w nogi czy też w pachwinę, niezdolna do samodzielnego przemieszczania się. Odkąd został ranny, wydaje się, że jego królestwo podziela jego cierpienia, jak gdyby ułomność króla czyniła jego ziemie nieurodzajnymi. Na tym polegał mit Strapionej Ziemi (po starofrancusku „Terre Gaste”, angielsku „Waste Land”). Dlatego też oddał się łowieniu ryb w pobliskiej rzece swojego zamku Corbenic. Ze wszystkich stron świata przybywali rycerze z zamiarem uleczenia Króla Rybaka, lecz tylko wybraniec, dobry rycerz, mógł dokonać tego cudu. W pierwszych opowiadaniach będzie nim Percewal, któremu w późniejszych wersjach towarzyszyć będą Bohort i Galahad. Ostatecznie to właśnie Galahad zostanie wybrańcem.
Powodem nieładu może wydawać się obecność w wielu wznowieniach dwóch rannych Królów – ojca (lub też dziadka) oraz jego syna – żyjących w tym samym zamku i strzegących Graala. Poważniej ranny ojciec pozostaje w zamku, ponieważ utrzymywany jest przy życiu dzięki mocy Graala, podczas gdy jego syn, przyjmuje gości i łowi ryby. W celu ułatwienia zrozumienia całego artykułu, ojciec nazywany będzie rannym Królem, a syn Królem Rybakiem.

## Dlaczego „Król Rybak”?
Tytuł ten przyporządkowywany jest wielu źródłom, które nie wykluczają się nawzajem.
- Symbolika chrześcijańska: ryba symbolizuje Chrystusa; pierwsi apostołowie byli rybakami do momentu, aż Jezus nie wysłał ich przez świat jako «rybaków ludzi» (Mt 4, 19; Mk 1, 17).
- Mitologia celtycka : mitologia irlandzka przywołuje postać łososia mądrości.
- Gra słów : we francuskim, słowo rybak (pêcheur) i grzesznik (pécheur) są prawie identyczne.
- Według Juliusa Evoli w Tajemnicy Graala, Króla Rybaka uważa się za króla poszukującego „dobrego rycerza” między ludźmi, niczym rybak ludzi w pewnym sensie.

## Percewal Chrétiena de Troyes
Król Rybak pojawił się po raz pierwszy w niedokończonej opowieści Chrétiena de Troyes, Percewal z Walii, czyli Opowieść o Graalu, około 1180 roku. Percewal dowiedział się, że królowie mogliby zostać wyleczeni, jeśli tylko zapytałby ich o Graala. Jednakże nie stało się tak, ponieważ wcześniej opiekun nauczył go, aby zachowywał powściągliwość w rozmowach i nie zadawał niedyskretnych pytań. Percewal odkrył również swoje pokrewieństwo z Królami; jego matka była córką rannego Króla. Opowieść kończy się przed powrotem Percewala do zamku chroniącego Graala.
Należy zaznaczyć, że Chrétien de Troyes nigdy nie opisał przedmiotu określanego Świętym Graalem. Wydaje się więc, że użył słowa Graal wiedząc, że będzie ono znane czytelnikowi. Robert de Boron jako pierwszy powiązał Graala z Jezusem. W ten sam sposób, późniejsi poeci kojarzyli Świętą Włócznię (użytą przez centuriona rzymskiego raniąc Jezusa w bok, a na której znajdowała się krew Chrystusa) z Włócznią Przeznaczenia.

## Mitologia celtycka
Mimo że postać Króla Rybaka pojawiła się po raz pierwszy w Percewalu, można odnaleźć jego korzenie w mitologii celtyckiej. Jego postać jest powiązana z Nodensem, bogiem umarłych, który łowił dusze zmarłych, niczym rybak ryby. Bran Błogosławiony (fr. Bran le Béni), bohater Triad galijskich, również łączony jest z Królem. Bran posiadał kociołek, potrafiący przywracać życie, lecz ofiarował go jako prezent ślubny swojej siostrze Branwenie i królowi Irlandii Matholwchowi. Na skutek wielu wydarzeń wypowiedział wojnę Irlandczykom i został śmiertelnie ranny zatrutą strzałą w stopę lub w nogę, natomiast kociołek został zniszczony. Rozkazał swoim towarzyszom, aby ścięli jego głowę, a następnie dostarczyli do Wielkiej Brytanii. Głowa oddzielona od jego ciała nadal mówiła i dotrzymywała im towarzystwa przez całą podróż. Przybyli do zamku Grassholm, na małej galijskiej wyspie, gdzie następnie spędzili osiemdziesiąt lat w bogactwie i zabawie. Ostatecznie zdecydowali się powrócić i zanieść głowę ich pana aż do Londynu.
Dla porównania, w pewnej powieści z Mabinogion Culhwch i Olwen, rycerze Króla Artura, muszą wyruszyć aż do Irlandii, żeby odzyskać magiczny kociołek. Galijska powieść Zdobycz z Annwn (Le butin d’Annwn) opowiada podobną historię tajemniczego kociołka.
Z kolei galijska powieść Peredur opiera się na opowieści Chrétiena de Troyes i wnosi wiele zmian, takich jak np. całkowite pominięcie Graala. Postać Króla Rybaka, mimo że nie jest już nazywana w ten sposób, pojawia się i jest obecna w Peredeurze. Peredeur dowiaduje się, że jest spokrewniony z królem, któremu została odcięta głowa, dlatego też postanawia pomścić jego śmierć.
Jednakże Król Rybak kojarzy się zwłaszcza z Dagda z irlandzkiej mitologii celtyckiej, którego kociołek był zarazem jednym z jego talizmanów. Ten bóg-druid był najważniejszą osobą w hierarchii boskiej Tuatha Dé Danann, zaraz za Lughiem le Polytechnicien.

## Prace średniowieczne
Nowe informacje na temat Króla Rybaka odnaleźć można w Józefie z Arymatei (fr. Joseph d'Arimathie) Roberta de Borona, który jako pierwszy powiązał Jezusa Chrystusa z Graalem. W tym utworze Król Rybak nazywany jest Bronem. Imię te jest zbliżone do Brana (gigant z mitologii celtyckiej). Z utworu dowiadujemy się, że Król był przyrodnim bratem Józefa z Arymatei. To właśnie Józef zebrał krew Chrystusa do kielicha. Odkrył również wspólnotę religijną podróżującą do Wielkiej Brytanii, gdzie powierzył Graala „bogatemu rybakowi”- Bronowi. Bron odnajduje następnie ród strażników Graala, do którego należał Percewal.
W Didiot-Perceval, który zostanie przełożony na prozę zagubionego dzieła Roberta de Borona, Bron nazywany jest „Królem Rybakiem”. Jego historia jest przytoczona, podczas gdy Percewal powraca do swojego zamku, żeby dowiedzieć się więcej na temat tajemniczej wojny Króla. Król ten jest przedstawiony jako dziadek Percewala, a nie, jak w poprzednich utworach, jako wuj.
Wolfram von Eschenbach opiera się na historii Chrétiena de Troyes i powiększa ją w swojej epickiej powieści Parzival. Powraca do pojęcia Graala i wspólnoty mającej go chronić. Nazywa również postacie, które w pierwotnej wersji pozostały bezimienne: ranny Król „Titurel”, a Król Rybak „Anfortas”.
Cykl łączący Graala i Lancelota przedstawia wcześniejsze fakty z historii Króla Rybaka. Dwóch pozostałych przy życiu Królów epoki arturiańskiej to Pellam – ranny Król oraz Pellès, który ukartował pewien podstęp, w wyniku którego narodził się Galahad, syna Lancelota i Élaine de Corbénic. Według przepowiedni Galahad odkryje Graala i uratuje Strapioną Ziemię.
W Opowieści o Graalu, nazywanej również cyklem Post-Vulgate, jak i w Śmierci Artura (Le Morte d’Arthur) Sira Thomasa Malory’ego (napisanej około 1470 roku) Król Rybak Pellam zostaje zraniony przez Balina, który broniąc się przed wściekłym królem zadaje mu „bolesny cios” za pomocą Włóczni Przeznaczenia. Pellam i jego królestwo muszą więc przejść okres spustoszeń, aż do przybycia Galahada. W dziele Malory’ego, cztery postacie odpowiadają rannemu Królowi oraz Królowi Rybakowi.
- Król Pellam, ranny przez Balina, jak w Powieści o Graalu.
- Król Pellès, dziadek Galahada, opisany jako „król kaleka”. W jednym z fragmentów, jest identyfikowany jako Pellam; jednakże okoliczności w jakich został zraniony różnią się od siebie.
- Król Pescheour lub Petchere, pan zamku Graala, który nie pojawia się w żadnej scenie (przynajmniej pod tym imieniem), dlatego też z pewnością zawdzięcza swoje istnienie błędowi Malory’ego, który jako imię użył epitet „Król Rybak” (fr. le Roi pêcheur). Jednakże, Malory wyraźnie odróżnia go od Pellèsa.
- Król kaleka, przykuty do łóżka, leczony był przez Galahada w trakcie poszukiwań Graala. On również jest wyraźnie odróżniony od Pellèsa.

Wydawać się więc może, że zamiarem Malory’ego było stworzenie jednego Króla kaleki, zranionego przez Balina i cierpiącego aż do wyleczenia go przez wnuka Galahada, jednakże nigdy nie udało mu się pogodzić wszystkich tych źródeł.

## Dzieła współczesne zainspirowane legendą
- Richard Wagner umieścił Króla Rybaka w swojej operze Parsifal, opartej na eposie Wolframa von Eschenbacha.
- Motyw Króla Rybaka odgrywa dużą rolę w poemacie T.S. Eliota Ziemia jałowa.
- Julien Gracq, Le Roi Pêcheur, José Corti, 1948.
- Król Rybak pojawia się jako Pop Kingfisher w powieści i filmie The Natural. Jego historia została przedstawiona w tragikomiczny sposób w filmie Fisher King w reżyserii Terry’ego Gilliama (1991)
- Król Rybak pojawia się również w wielu powieściach, takich jak Pani Jeziora Andrzeja Sapkowskiego, Ta ohydna siła C.S. Lewisa, The Fisher King. A Novel Paula Marshalla, Last Call Tima Powersa oraz w serii komiksów Mage Matta Wagnera.
- Film Fisher King – komediodramat produkcji amerykańskiej z 1991 roku, w reżyserii Terry’ego Gilliama.